# Naranja
Naranja è un Census-designated place degli Stati Uniti d'America situato nella parte meridionale della Contea di Miami-Dade dello Stato della Florida.
Secondo le stime del 2010, la città ha una popolazione di 4.034 abitanti su una superficie di 4,30 km².